# Phlyarus
Phlyarus is een kevergeslacht uit de familie van de boktorren (Cerambycidae). De wetenschappelijke naam van het geslacht werd voor het eerst geldig gepubliceerd in 1858 door Pascoe.

## Soorten
Phlyarus omvat de volgende soorten:
- Phlyarus basirufipennis Breuning, 1961
- Phlyarus bulbicollis Breuning, 1951
- Phlyarus thailandensis Breuning & Chûjô, 1966
- Phlyarus tubericollis Breuning, 1966
- Phlyarus basalis Pascoe, 1858
- Phlyarus cristatus Gahan, 1907
- Phlyarus microspinicollis Breuning, 1963
- Phlyarus multicarinipennis Breuning, 1965
- Phlyarus rufoscapus Breuning, 1976